# 武進三型作戰系統

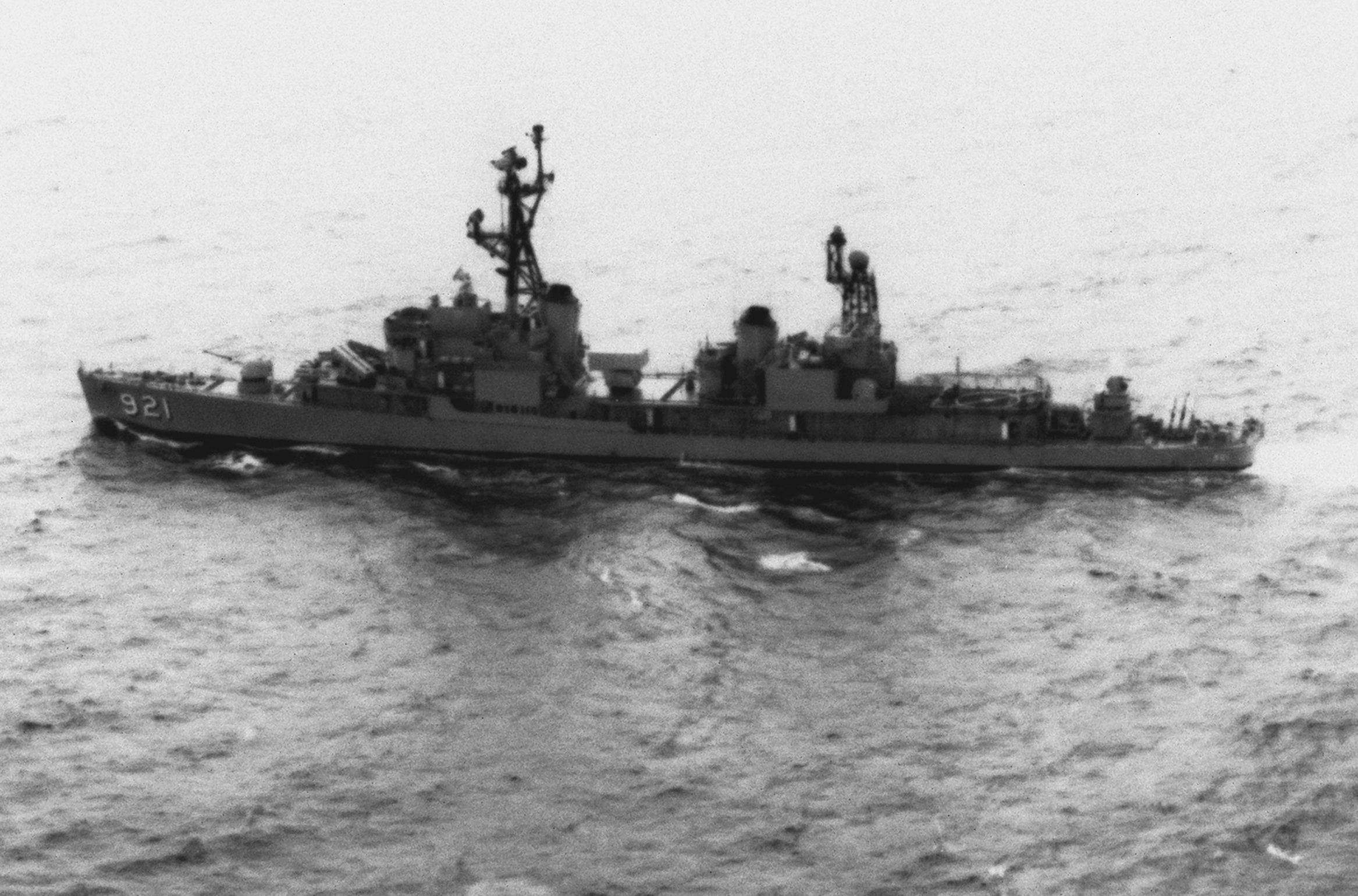
加裝武進三型作戰系統的中華民國海軍遼陽號驅逐艦(DDG-921)攝於1993年。

武進三型作戰系統為中華民國海軍在1980年末至1990年代初針對陽字號驅逐艦進行的作戰系統升級套件專案，目的將舊型的陽字號改裝成具備區域防空能力的現代化飛彈驅逐艦，在武進計畫執行前，海軍對所有陽字號進行總檢與修復工程，並選定保留了7艘經過性能提昇及艦況最好的基靈級驅逐艦作為作戰系統的載台，以負擔在光華一號計畫完成以前海軍的艦隊戰鬥重任。

## 作戰系統概述
武進三型作戰系統改裝計畫除加裝現代化武器外，最重要的便是其核心作戰系統的現代化工程。
在武進一號作戰系統裝備完成後，1982年中山科學研究院與美國霍尼韋爾（Honeywell、舊譯漢緯、漢武）進一步發展具備區域防空能力的H-930 MCS作戰系統，準備用於其餘艦齡較新的陽字號驅逐艦改裝工程，相較於在忠義計畫巡防艦開發時期便設計的H-930 Mod1作戰系統，H-930 MCS聯結了更多的分散式運算單元（Distributed Computing Unit，DCU組件）以強化對空偵測作戰系統的運算能力，由於H-930 MCS屬於分散式計算作戰系統，相較於集中型戰系，它有受戰損時不容易全面癱瘓、戰場存活性佳、系統擴充彈性大與改裝簡便等優點，同時因H-930作戰系統大量採用商規零件，其造價也較為低廉。
七艘陽字號驅逐艦的武進三號改良計畫在1986至1991年間逐步完成。由於安裝了10具傾斜發射的標準一型防空飛彈，接受武進三型改裝的陽字號驅逐艦成為當時台海兩岸第一種區域防空能力的作戰艦艇，然而，為了強化對中小型目標的作戰能力，這批陽字號亦拆除了ASROC反潛飛彈彈庫以換裝2門40快炮，故裝備武進三型的陽字號無法在海上再裝填反潛火箭。
除了水面作戰能力以外，1994年武進三型驅逐艦改裝了DE-1191艦首聲納，改善偵潛能力，但該裝置並沒有整合進戰系管理內，單純屬於艦艇的延壽改裝，也毋須增設DCU。
在成功級巡防艦等新一代主戰艦艇陸續成軍後，接受武進三型改裝的七艘陽字號驅逐艦於2003至2006年間陸續除役。中華民國海軍將陽字號上所搭載的部分武進三型作戰系統與標準一型飛彈重新安裝到濟陽級巡防艦上，以彌補該型艦對空能力之不足。由於武進三型的戰系電腦數量只有7套，因此除了濟陽艦（FFG-932）外，其餘7艘在定期保養時完成改裝。餘下的DCU、76mm快砲、W-160射控雷達、雄風二型反艦飛彈則移植於錦江級巡邏艦之上。

## 改裝艦艇
武進三型共改裝了七艘：建陽艦（912）、遼陽艦（921）、瀋陽艦（923）、德陽艦（925）、雲陽艦（927）、正陽艦（928）、邵陽艦（929）

濟陽級巡防艦加裝部份武進三型戰鬥系統共加裝了七艘：鳳陽艦（933）、汾陽艦（934）、蘭陽艦（935）、海陽艦（936）、淮陽艦（937）、寧陽艦（938）、宜陽艦（939）

## 升級套件

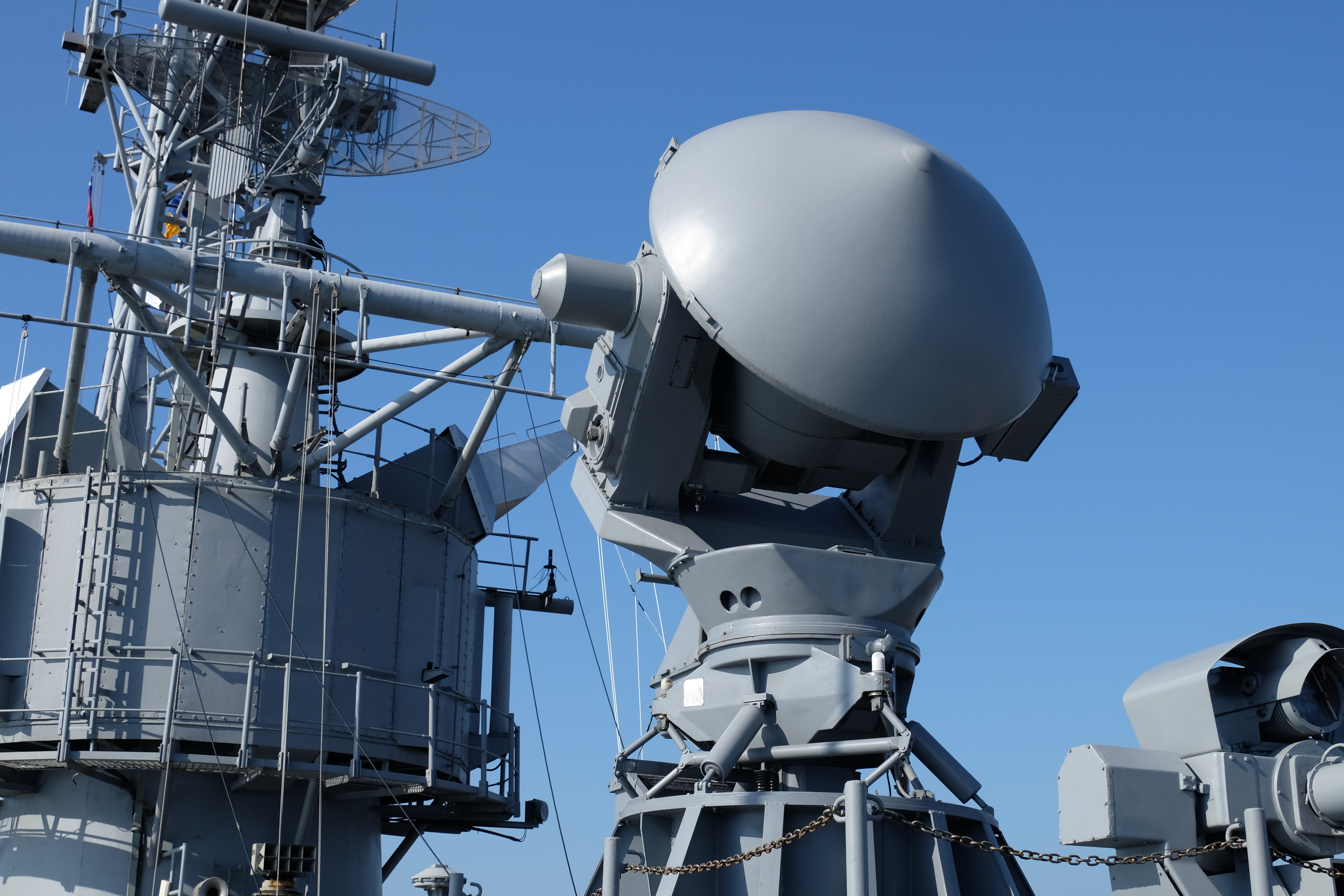
濟陽級巡防艦蘭陽號（FFG-935）艦橋後方最上甲板搭載的STIR-180 飛彈/艦砲射控雷達

- 霍尼韋爾H-930 MCS 模組化戰鬥系統(Modular Combat System)電腦作戰系統
- DA-08(2)平面(2D)對空搜索雷達，由於陽字號的桅杆還是無法承載原本的DA-08天線，因此又改用小一號的DA-05雷達的天線，而這套經過修改的雷達系統稱為DA-08(2)，DA-08/2功率較低（145kW），且使用波長較短的S波段，雖然最大使用距離只有170km，可在170km外搜獲雷達截面積只有2平方公尺的小型目標。
- STIR-180 飛彈/艦砲射控雷達1具
- W-160追蹤/艦砲射控雷達1具，是以AN/APG-66戰機雷達修改而成的
- LIOD光電射控儀，包含電視攝影機與雷射測距儀，能追蹤10km以外的海面與空中快速移動目標，並具備同時導控2門艦砲的能力，操作人員在戰情室以15吋螢幕的顯控台來操控光電系統
- DE-1191 聲納
- 長風三號電戰系統
- 艦首換裝76快炮
- 艦艏4枚、艦艉6枚，總共10枚SM-1標準一型飛彈
- 艦艉一門方陣近迫武器系統
- 2門40快砲
- 四聯裝雄風二型反艦飛彈發射箱1具

## 參與單位
- 國防部海軍司令部
- 中山科學研究院
- 霍尼韋爾
- 海軍飛彈工廠